# Neozoarces
Neozoarces és un gènere de peixos de la família dels estiquèids i de l'ordre dels perciformes que es troba al Pacífic nord-occidental: des del mar del Japó, el Japó (Hokkaido i la prefectura d'Aomori), la península de Corea i les costes russes fins a ambdós costats de l'estret de Tatària, el mar d'Okhotsk i les costes meridionals de l'illa de Sakhalín.

## Taxonomia
- Neozoarces pulcher (Steindachner, 1881)[9][10]
- Neozoarces steindachneri (Jordan & Snyder, 1902)[11]